# Giochi paralimpici invernali
I Giochi paralimpici invernali sono un evento multisportivo internazionale nel quale competono atleti con disabilità fisiche. Sono inclusi atleti con disabilità motoria, amputazioni, cecità e paralisi cerebrale. Si svolgono ogni quattro anni subito dopo i Giochi olimpici invernali e si tengono nella stessa città che ospita questi ultimi. Il Comitato Paralimpico Internazionale (CPI) sovrintende le Paralimpiadi invernali. Le medaglie sono assegnate alle finali di ogni evento: la medaglia d'oro per il primo posto, argento per il secondo e bronzo per il terzo, seguendo la tradizione dei Giochi olimpici iniziata nel 1904.
Nel corso degli anni, i Giochi si sono espansi e sono cresciuti per diventare (assieme ai giochi estivi) parte di un grande evento sportivo internazionale, dopo gli equivalenti olimpici. Dato il loro successo si è sentita la necessità di assegnare a questo sistema una specifica classificazione. Questo ha anche dato origine a controversie e ha aperto le porte alla frode. Gli atleti paralimpici sono stati spesso condannati per l'uso di steroidi e altre forme di imbroglio, che hanno contaminato l'integrità dei Giochi.

## Storia
Le origini dei Giochi paralimpici invernali hanno similitudini con quelle dei Giochi paralimpici estivi: i soldati feriti che tornavano dalla seconda guerra mondiale, infatti, vedevano lo sport come una via di guarigione. Le competizioni sportive tra i convalescenti ospedalieri britannici, organizzate dal dr. Ludwig Guttmann, iniziarono nel 1948 e continuarono fino al 1960, quando fu tenuta a Roma un'Olimpiade parallela dopo le Olimpiadi estive nel 1960: più di 400 atleti in sedia a rotelle competerono ai Giochi del 1960, che solo più tardi furono riconosciuti ufficialmente dal CIO come prima edizione della rassegna paralimpica.
Sepp Zwicknagl, pioniere degli sport invernali per atleti disabili, era uno sciatore austriaco con entrambi gli arti amputati che sperimentò la sciata con protesi. Il suo lavoro aiutò il progresso tecnologico per persone con disabilità che speravano di poter partecipare agli sport invernali. I progressi furono lenti e inefficaci fino al 1974, quando fu tenuta la prima ufficiale competizione mondiale di sci per atleti con disabilità fisica, che comprendeva discesa libera e sci di fondo. I primi Giochi invernali veri e propri, però, si tennero a Örnsköldsvik, in Svezia, dal 21 al 28 febbraio 1976: qui lo sci alpino e lo sci nordico per amputati e atleti ipovedenti furono gli eventi principali ma furono incluse anche le gare di slittino in qualità di eventi dimostrativi. Vi parteciparono 98 atleti provenienti da 16 nazioni e fu la prima volta in cui si permise la partecipazioni ad atleti con altre menomazioni, oltre a quelli in sedia a rotelle.
Come già accadeva dal 1988 con i Giochi paralimpici estivi, che si tenevano nella stessa città ospitante i Giochi olimpici estivi (consuetudine poi stabilita ufficialmente nel 2001 con un accordo tra il Comitato Olimpico Internazionale e il Comitato Paralimpico Internazionale), dal 1992 anche i Giochi paralimpici invernali si svolgono nello stesso luogo degli equivalenti olimpici.

## Controversie
È accaduto che alcuni atleti abbiano imbrogliato accentuando la propria disabilità per ottenere vantaggi nella competizione o utilizzando sostanze dopanti per migliorare le proprie prestazioni. Il primo caso nella storia della rassegna invernale fu quello dello sciatore tedesco Thomas Oelsner, risultato positivo agli steroidi nel 2002: le due medaglie d'oro vinte negli eventi alpini gli furono subito revocate. La tecnica di aumento della pressione sanguigna, conosciuta come disreflessia autonomica, è un fattore che preoccupa gli ufficiali paralimpici: esso può incrementare le prestazioni del 15% ed è molto efficace negli sport di resistenza come lo sci di fondo. Per farlo devono causarsi un trauma agli arti inferiori: tali infortuni in genere includono fratture ossee e compressione delle estremità usando fasciature molto strette. Non causano dolori per l'atleta ma hanno l'effetto di aumentare la pressione sanguigna, così come la tecnica di riempire eccessivamente la vescica.

## Categorie di disabilità
Il Comitato Paralimpico Internazionale ha stabilito sei categorie di disabilità applicabili ai Giochi paralimpici sia invernali sia estivi. Gli atleti con una di queste disabilità possono partecipare alle paralimpiadi anche se non tutti gli sport permettono la partecipazione di tutte le categorie di disabilità.
- Amputati: atleti con una totale o parziale perdita di almeno un arto.
- Paralisi cerebrale: atleti senza un progressivo danno cerebrale, ad esempio paralisi cerebrale, infortuni traumatici del cervello, ictus o disabilità simili che interessano il controllo muscolare, l'equilibrio o la coordinazione.
- Disabilità intellettiva: atleti con una significativa menomazione nelle funzioni intellettuali, e con associata limitazione nell'adattamento comportamentale.
- Sedia a rotelle: atleti con infortuni spinali e altre disabilità che implicano il dover competere in sedia a rotelle.
- Ipovedenti: atleti con menomazioni visive che vanno dalla visione parziale, sufficiente per essere considerati legalmente ciechi, alla totale cecità.
- Les Autres: atleti con disabilità fisica che non appartengono strettamente alle altre cinque categorie, come il nanismo, la sclerosi multipla o le deformazioni congenite degli arti, come quelle causate dall'assunzione di talidomide.[9]

## Classificazione

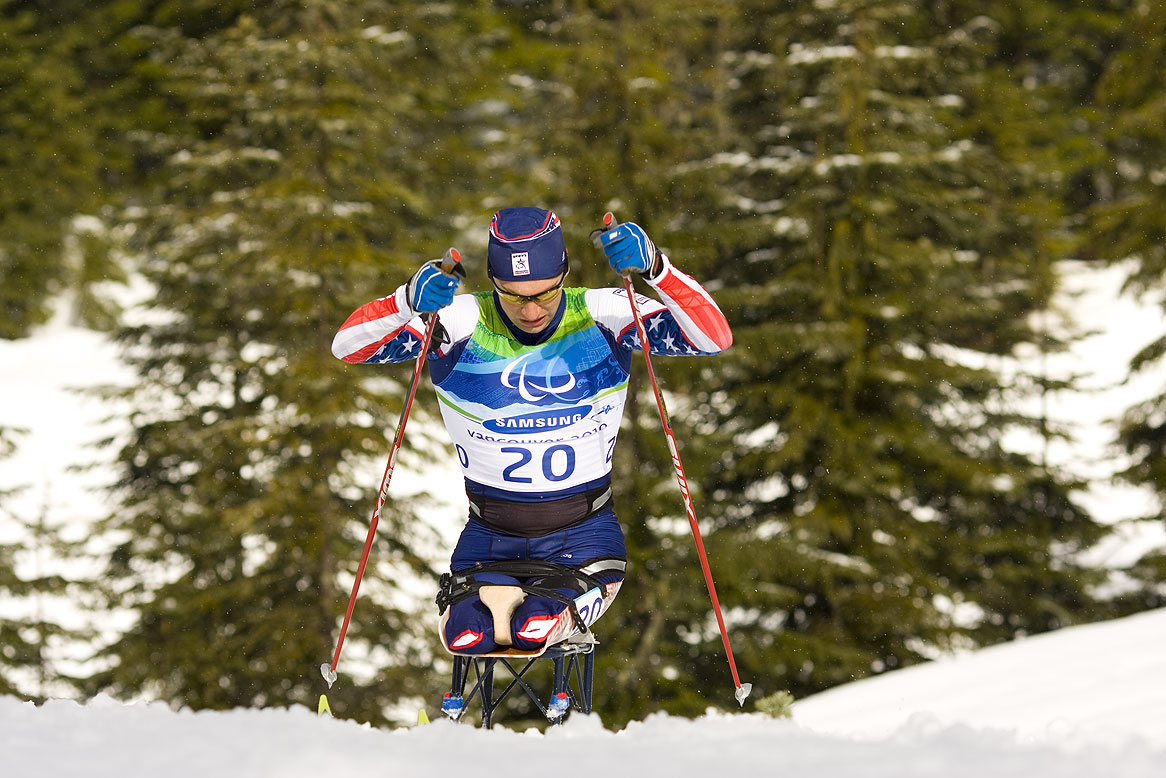
L'atleta paralimpico Andy Soule nella gara di sci di fondo d 12,5 km ai X Giochi paralimpici invernali

All'interno delle sei categorie gli atleti devono ancora essere divisi in base al loro livello di disabilità. Il sistema di classificazione varia da sport a sport ed è progettato per aprire gli sport Paralimpici a più atleti possibili che possono partecipare a competizioni leali contro atleti con simili livelli di abilità che nelle competizioni per normodotati equivale alla classificazione per età, alla divisione per peso nel wrestling, nella boxe e nel sollevamento pesi. Le classificazioni variano in accordo con le differenti abilità richieste per la performance sportiva. La più grande sfida nel sistema di classificazione è come suddividere tenendo conto di varietà e gravità della disabilità. Ci sarà sempre un range di disabilità senza classificazione.
Di seguito una lista degli sport paralimpici invernali e una generale descrizione di come sono classificati:
- Sci alpino paralimpico: sono previste specialità nello sci alpino, ovvero slalom e slalom gigante. Lo sci alpino accoglie atleti con limitazioni fisiche quali danni spinali, paralisi cerebrale, amputazioni, cecità/ipovisione e Les Autres. Esistono undici classificazioni, sette per gli atleti che mantengono la posizione eretta, tre per quelli in posizione assisa e tre per gli ipovedenti. Le divisioni sono definite dal grado delle funzioni dell'atleta e dalla necessità di ausili (protesi, bastoncini da sci, ecc).[11] Anche lo snowboard è stato recentemente incluso in questa categoria, anche se la competizione avrà luogo con una classificazione limitata.
- Biathlon paralimpico: il biathlon è una combinazione dello sci di fondo con il tiro a segno. Richiede resistenza fisica e accurata mira. Gli eventi sono aperti ad atleti con disabilità fisiche e visive. Sono previste quindici categorie nelle quali gli atleti sono divisi in base al loro livello di disabilità, delle quali dodici includono atleti con disabilità fisica e tre quelli con disabilità visiva. Gli atleti competono insieme e il loro tempo finale è inserito in una formula con la loro classe di disabilità per determinare l'ordine di arrivo finale. Gli atleti con disabilità visive possono competere attraverso l'uso di un segnale acustico. L'intensità del segnale dipende dalla vicinanza della mira al centro del bersaglio.[12]
- Sci di fondo paralimpico: lo sci di fondo, noto anche come sci nordico, è aperto ad atleti con paralisi cerebrale, amputazioni, sedia a rotelle, disabilità visive e intellettuali. Sono presenti quindi categorie, di cui tre per gli atleti con disabilità visive, nove per gli atleti in posizione eretta e tre per gli atleti in posizione assisa. Le divisioni sono simili a quelle dello sci alpino, prestando attenzione al livello di disabilità e la necessità di ausili.[13]

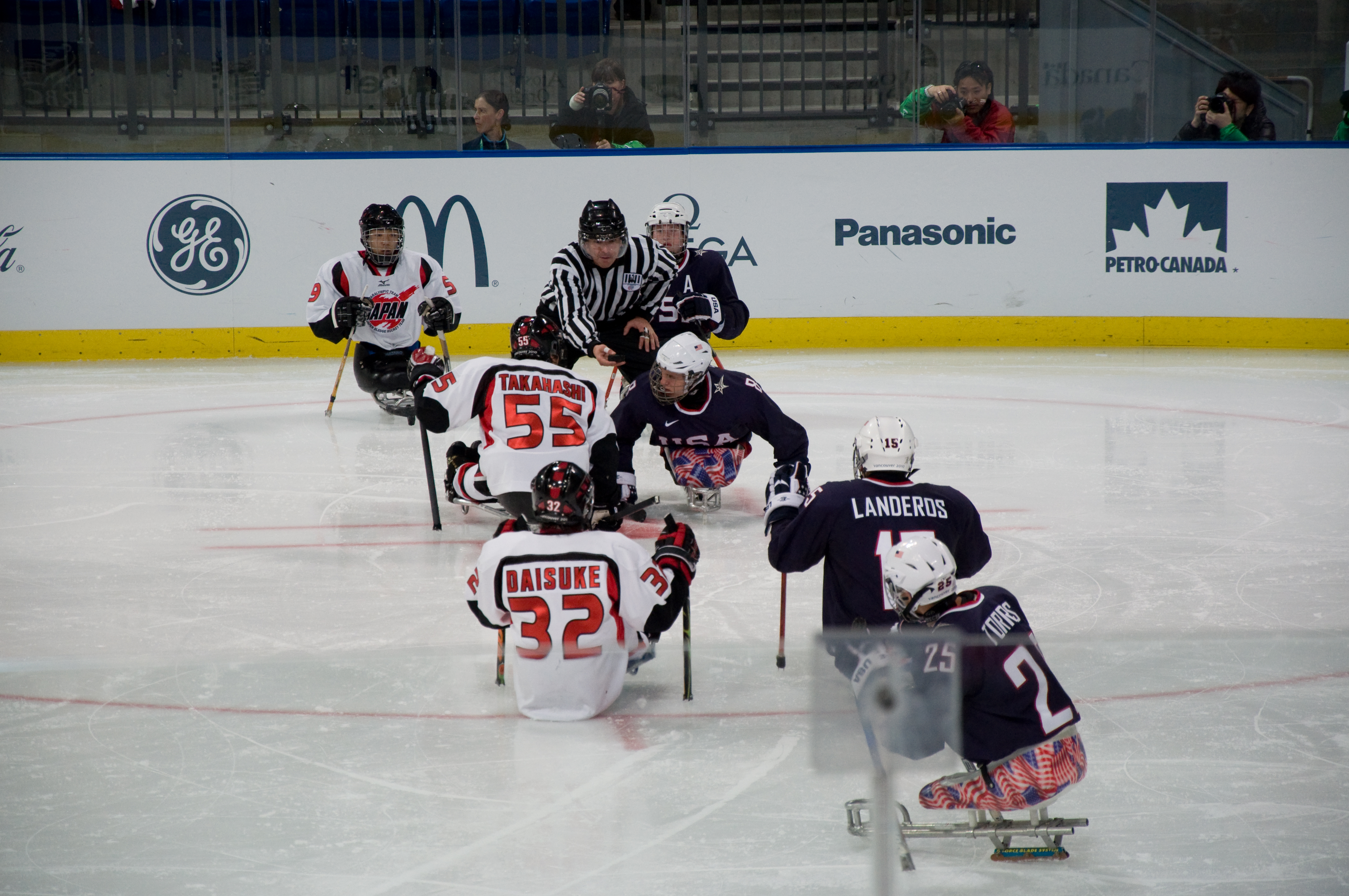
Hockey su slittino ai X Giochi paralimpici invernali

- Hockey su slittino: l'hockey su slittino è aperto solo ai concorrenti di genere maschile aventi una disabilità fisica alla parte inferiore del corpo. Sono utilizzate le regole internazionali dell'hockey con alcune modifiche. Gli atleti siedono su una slitta con due lame che consentono al disco di passare sotto la slitta e si utilizzano due bastoncini che nella parte finale hanno uno spuntone per spingere e una lama per tirare. Gli atleti sono classificati in tre gruppi: nel primo ci sono gli atleti che non hanno equilibrio da seduti o che hanno maggiori menomazioni sia nelle estremità superiori che inferiori, nel secondo ci sono gli atleti con maggior equilibrio da seduti e con menomazioni moderate agli arti, nel terzo ci sono gli atleti con un buon equilibrio e con poche menomazioni alle estremità superiori e inferiori.[14]
- Curling in carrozzina: si tratta di una gara a squadre per atleti con disabilità permanenti agli arti inferiori costretti all'uso della sedia a rotelle. Possono anche partecipare atleti con paralisi cerebrale o sclerosi multipla, purché usino la sedia a rotelle. Il passaggio della pietra può avvenire con le mani o attraverso una mazza. Non vi è alcuna classificazione in questo evento ma solo il vincolo dell'utilizzo della sedia a rotelle sia nella vita quotidiana sia in gara.[15]
- Snowboard paralimpico: il 2 maggio 2012, il Comitato Paralimpico Internazionale ha ufficializzato l'introduzione del “para-snowboard“ (comunemente conosciuto come snowboard adattato) come un evento con assegnazione di medaglie. Ci sono competizioni sia maschili che femminili.[16] Il CPI riconosce due ampie classi sportive, una per gli atleti con deficit agli arti inferiori e una per quelli con deficit agli arti superiori. Non è riconosciuta una classe per gli atleti con menomazioni visive e ai Giochi paralimpici di Soči 2014 vi è stato il debutto per gli atleti con protesi agli arti inferiori. Le gare si svolgeranno a tempo (gareggia un atleta per volta) e il risultato viene calcolato senza tener conto del grado di disabilità (per esempio, un ipotetico atleta con una singola amputazione sopra al ginocchio non riceverà alcun accomodamento sul suo tempo finale, sebbene la menomazione del ginocchio e la ridotta funzionalità del quadricipite può risultare decisamente più svantaggiosa rispetto a quella di un atleta con amputazione sotto al ginocchio ma con completa funzionalità di entrambi i quadricipiti). Comunque queste classi verranno ampliate e modificate in futuro.[17]

## Lista degli sport paralimpici
Diversi sport sono stati parte del programma dei Giochi paralimpici invernali.
- Questo colore indica gli sport che hanno subito un'interruzione

| Sport                    | Periodo              |
| ------------------------ | -------------------- |
| Sci alpino paralimpico   | sempre               |
| Hockey su slittino       | dal 1994             |
| Slittino paralimpico     | 1980–1988, 1994–1998 |
| Biathlon paralimpico     | dal 1988             |
| Sci di fondo paralimpico | sempre               |
| Snowboard paralimpico    | dal 2014             |
| Curling in carrozzina    | dal 2006             |

## Edizioni
| Logo | Anno | Edizione                          | Città                              |
| ---- | ---- | --------------------------------- | ---------------------------------- |
|      | 1976 | I Giochi paralimpici invernali    | Örnsköldsvik, Svezia               |
|      | 1980 | II Giochi paralimpici invernali   | Geilo, Norvegia                    |
|      | 1984 | III Giochi paralimpici invernali  | Innsbruck, Austria                 |
|      | 1988 | IV Giochi paralimpici invernali   | Innsbruck, Austria                 |
|      | 1992 | V Giochi paralimpici invernali    | Tignes e Albertville, Francia      |
|      | 1994 | VI Giochi paralimpici invernali   | Lillehammer, Norvegia              |
|      | 1998 | VII Giochi paralimpici invernali  | Nagano, Giappone                   |
|      | 2002 | VIII Giochi paralimpici invernali | Salt Lake City, Stati Uniti        |
|      | 2006 | IX Giochi paralimpici invernali   | Torino, Italia                     |
|      | 2010 | X Giochi paralimpici invernali    | Vancouver, Canada                  |
|      | 2014 | XI Giochi paralimpici invernali   | Soči, Russia                       |
|      | 2018 | XII Giochi paralimpici invernali  | Pyeongchang, Corea del Sud         |
|      | 2022 | XIII Giochi paralimpici invernali | Pechino, Cina                      |
|      | 2026 | XIV Giochi paralimpici invernali  | Milano e Cortina d'Ampezzo, Italia |
|      | 2030 | XV Giochi paralimpici invernali   | Alpi francesi, Francia             |
|      | 2034 | XVI Giochi paralimpici invernali  | Salt Lake City, Stati Uniti        |